# Чубаровське
Чуба́ровське (рос. Чубаровское) — село у складі Ірбітського міського округу Свердловської області.
Населення — 346 осіб (2010, 376 у 2002).
Національний склад населення станом на 2002 рік: росіяни — 98 %.